# Párizs
Párizs (franciául: Paris, IPA: [paʁi]ⓘ, latinul: Lutetia, vagy a későbbi neolatin Lutetia Parisiorum) Franciaország fővárosa. Az ország északi részén, a Szajna folyó partján terül el, az Île-de-France régió (vagy Région Parisienne) szívében. Párizs Európa egyik legnépesebb városa. Becsült népessége elővárosait nem számítva 2006 januárjában 2 167 944 fő volt, ám agglomerációival a Párizsi „unité urbaine” (városi terület) populációja 2005-ben több volt mint 9 millió fő, míg a Párizs „aire urbaine” (fővárosi terület) 12 millió lakost számlált.
A két évezreden keresztül fontos szerepet játszó Párizs ma is a világ egyik vezető gazdasági és kulturális központja, befolyása a politikára, az oktatásra, a szórakoztatóiparra, a sajtóra, a divatra, a tudományra és a művészetekre a világ négy legjelentősebb városa közé emelte. A Région Parisienne Franciaország legfejlettebb területe, gazdaságának központja: 2006-ban 500,8 milliárd euróval a francia bruttó hazai termék egynegyedét adta. A világ 500 legjelentősebb vállalatából 38 székel Párizs számos üzleti negyedének egyikében. Jelentős nemzetközi szervezetek, mint az UNESCO, az OECD, az ESA és az ICC is párizsi központú.
A világban Párizs az egyik legnépszerűbb úticél a turisták körében.
Az Economist Intelligence Unit 2011-es rangsora szerint a világ 16. legélhetőbb városa.

## Történelme
Lásd még: Párizs története, Párizs kronológiája
A legjelentősebb régészeti kutatások a 12. kerületben történtek, ahol 1991-ben rengeteg lelet került elő, köztük a legkorábbi állandó emberi létre utalók is. A Bercy környékén végzett ásatások során egy i. e. 4200-ból fennmaradt vadászfalu nyomait tárták fel nagy mennyiségű sírmelléklettel (köztük fa pirog, agyagedények, íjak, nyilak és más, kőből és csontból készült használati tárgyak).
Az őskori település és a gallo-román kor között Párizs története teljes homályba merül. Mindössze annyi ismeretes, hogy a parisii törzs, a kelta szenonok egy ága uralta a területet, amikor Julius Caesar seregei elfoglalták az országot. A legelfogadottabb nézet i. e. 250 és i. e. 200 körülre teszi a város alapítását, de pontos időpont nem ismert. A város elhelyezkedésével kapcsolatban is csak találgatni lehet. Korábban a Cité szigetére gondolták a gall település helyét, ám ott minden lelet elpusztult a metró építése folyamán. Más feltételezések szerint a Szent Lajos-szigeten lehetett a város, de akár azzal szemben – a mai bal parton – is elterülhetett. A legújabb, sokszor vitatott hipotézis a Valérien-hegyre teszi az ókori települést.

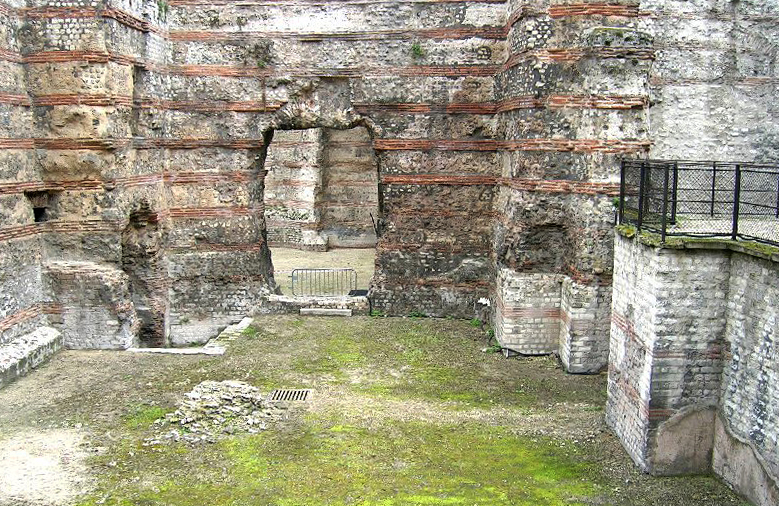
Lutetia egyik termája, a Cluny fürdő

I. e. 52-től, miután Labienus gall helytartó elfoglalta a várost, az a Lutetia (gallosítva Lutèce) nevet kapta, a főváros szerepe pedig egyértelműen Lugdunum Sequanorumra (a mai Lyon) hárult. Az i. e. 1. századi római város a Szajna bal partján, pontosabban a mai Saint-Germaine körút, a Val-de-Grâce és a Rue Descartes által határolt területen a Luxemburg-kertig terült el. Központja a mai Rue Saint-Jacques mellett feküdt. A város egy római kori vidéki város létesítményeivel volt ellátva, színházzal, palotákkal, fürdőkkel, fórummal és amfiteátrummal rendelkezett. A várostól délre találták meg a temető nyomait.
Párizs a 4. században vette fel mai nevét a valaha ott élő parisius törzsről (többes számban: Parisii). 508-ban Klodvig a rómaiak felett aratott győzelme után ide helyezte birodalma központját. A 6. századtól egy kultikus hely is ismert a városban a mai Saint-Gervais templom helyén. A 8. században a vikingek támadása ellen erődrendszert építettek a Cité-sziget körül, amelyet a 9. században a Szajna jobb partjára is kibővítettek, megvédendő a Saint-Gervais és a Saint-Germain-l'Auxerroi templomokat. A bal parti városrészeket 885-ben a normannok elpusztították. Capet Hugó 987-es trónra kerülésekor, a Capeting-ház uralmának kezdetén, Párizs Orléans mellett a Nyugati Frank Királyság legjelentősebb városa volt.

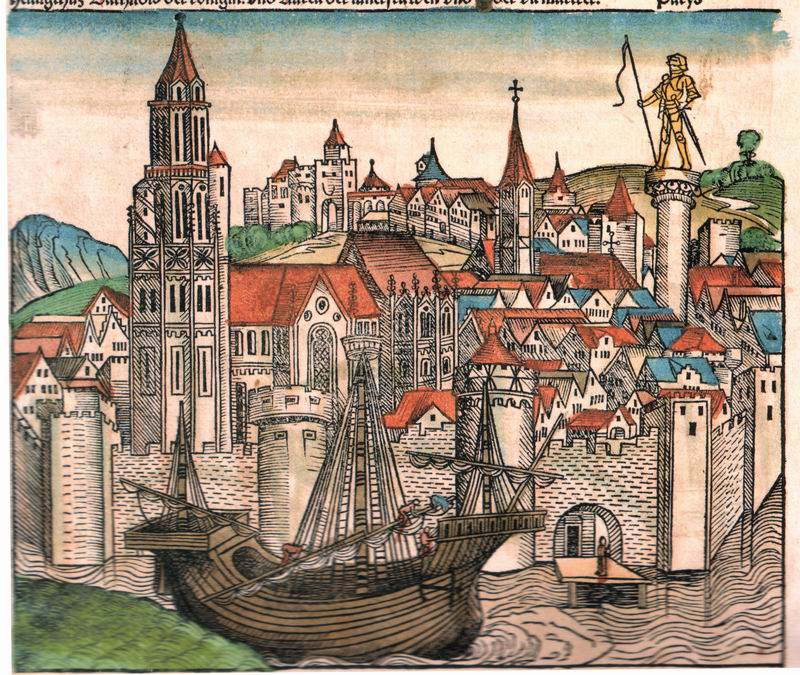
Párizs ábrázolása az 1493-as Nürnbergi Krónikában

A település a 11. században kezdett terjeszkedni a jobb parton, majd a 12 és 13. században gyors ütemű fejlődésnek indult, mivel fokozatosan királyi székhely lett; 1108-ban VI. Lajos király, majd II. Fülöp Ágost költözött a városba. Az ő uralkodása alatt épült fel Párizs sok jelentős létesítménye, mint az első Louvre, amely akkor még erődítmény volt, több templom, köztük a Notre-Dame székesegyház. A bal parti iskolákból létrejött a Sorbonne, a legkorábbi egyetem, amely korai növendékei közt tartják számon Albertus Magnust és Aquinói Szent Tamást. A középkorban a fekete halál időszakát kivéve Párizs az egyik kereskedelmi, kulturális és tudományos központ szerepét töltötte be Európában. XIV. Lajos 1682-ben a mozgalmas, mocskos, bűzös városból Versailles-ba helyezte át királyi székhelyét, majd átalakíttatta a Louvre-t.
XV. Lajos alatt épült ki a Place de la Concorde, a Katonai Iskola a Mars-mezőn, a Pénzügyi és az Igazságügyi Palota. XVI. Lajos három új városépítési rendelkezést tett; szabályozta az utak szélességét 9,75 méterben, 1784-ben új városfalat építtetett mur des fermiers généraux néven (nagyrészt ennek vonalával esik egybe a mai 2-es és 6-os metró), illetve leromboltatta a Szajna hídjain épült valamennyi lakóházat.

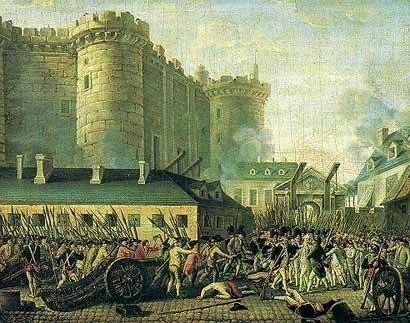
A Bastille börtönének megrohamozása 1789. július 14-én

1789. július 14-én a Bastille lerombolása és az asztalosok Saint-Antoine külvárosi felkelése volt a Francia forradalom kitörési mozzanata. 1793 és 1794 között, a Jakobinus diktatúra idején a városban szinte mindennapossá váltak a vérengzések.
I. Napóleon császár elképzelése az volt, hogy Párizsnak kell a legszebb városnak lenni. Uralkodása idején a település radikális változásokon esett át, új utak, hidak, rakpartok, teljes városrészek, vágóhidak, templomok, főútvonalak épültek, elkészült a Diadalív, mai helyére került az Obeliszk, sőt új vízhálózat is létrejött a városban, miután új csatornák, víztározók és közkutak létesültek Párizsszerte. A Bourbon-restauráció idején épült ki a Saint-Germaine arisztokrata negyed.
1860-ban a város utoljára növelte jelentősen a területét, amikor is Auteuil-t, Passyt, Les Batignolles-t, Montmartre-ot, La Chapelle-t, La Villette-et, Belleville-t, Charonne-t, Bercyt, Vaugirard-t és Grenelle-t hozzácsatolták, és így a városnak húsz kerülete lett. 1870-ben, a porosz–francia háborút lezáró békét Párizsban kötötték meg, és kikiáltották a Második Köztársaságot.

Vendôme tér (1900 körül)

1871. március 22-én Párizs munkássága felkelt a poroszbarát vezetés ellen, kikiáltották a Párizsi kommünt, mely 91 napon át védte hősiesen Párizst a poroszok ellen. A kormány és a kommün katonáinak küzdelmei során 20 000 párizsi polgár veszítette életét.
A kommün harcai során Párizs színe-java elpusztult; a Rue de Rivoli házait és a Tuileriák palotáját a kommünárdok fölgyújtották, a Városháza is porig égett.
A későbbiekben Párizs több világkiállítás székhelye is volt. Ezekhez épült 1889-ben az Eiffel-torony, 1900-ban pedig a párizsi metró, amikor a metropolisz a nyári olimpia színhelye volt. Mindezek mellett 1910-ben óriási árvíz pusztított végig a városban.

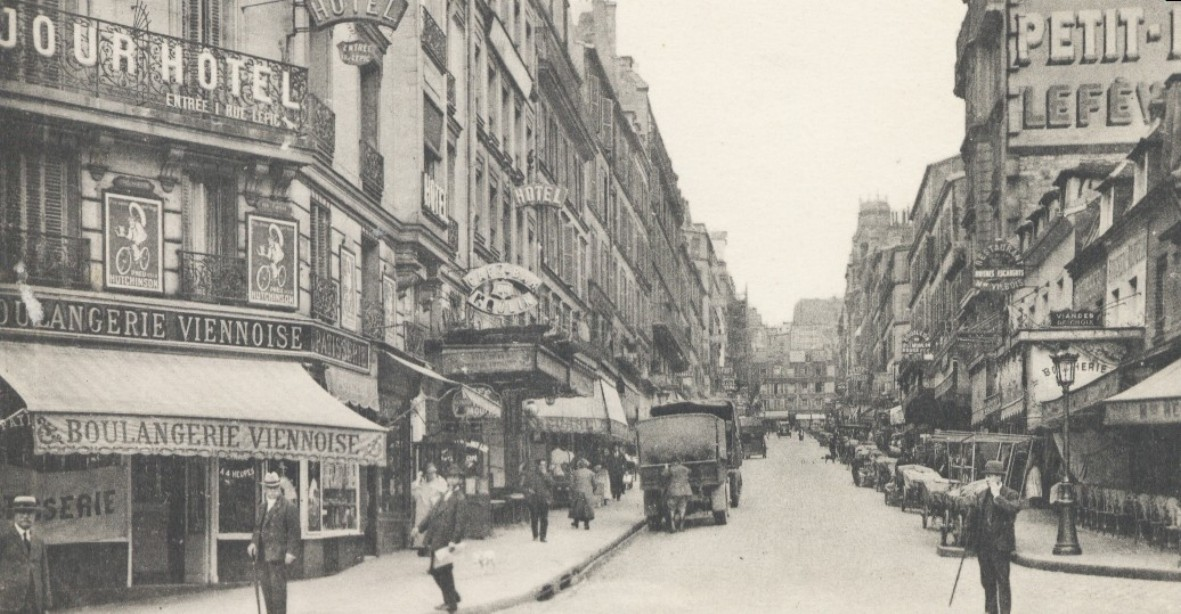
A Montmartre negyed egy 1925-ből származó képeslapon

Az első világháborút lezáró békét Párizs környéki kastélyokban kötötték meg. A második világháborúban, 1940 és 1944 között Párizs német megszállás alatt volt, míg a szövetséges csapatok érkezésének hírére 1944. augusztus 19-én lázadás nem kezdődött a városban. Dietrich von Choltitz generális, a párizsi helyőrség parancsnoka, 1944. augusztus 25-én kapitulált, megtagadva a város teljes lerombolására szólító, Adolf Hitlertől kapott parancsot.
A háború után Párizs rohamosan fejlődött; a La Défense-hez hasonló hatalmas üzleti negyedek épültek. Felépült a Parc de la Villette, a Pompidou központ és a 209 méter magas Tour Montparnasse. Jelentősen kibővítették a metrót, megépítették a RER hálózatot. Az 1970-es években a belső területekről az ipari létesítményeket a külvárosokba költöztették. 1968 májusában a párizsi fiatalok lázadozni kezdtek a Latinnegyed területén az egyre növekvő társadalmi különbségek miatt. 1976-ban a francia állam kisebb fokú függetlenséget engedett Párizsnak, ahol az első polgármester Jacques Chirac lett. Helyére 1995-ben Jean Tiberi került. Őt 2001-ben Bertrand Delanoë követte, aki radikálisabb politikájával a tömegközlekedést támogatva felvette a harcot a városi autósok ellen; számos busz- és bicikliútvonalat hozatott létre, megépíttette az első villamosvonalakat. 2005-ben és 2007-ben a város külvárosaiban lázadások törtek ki.

## Földrajz

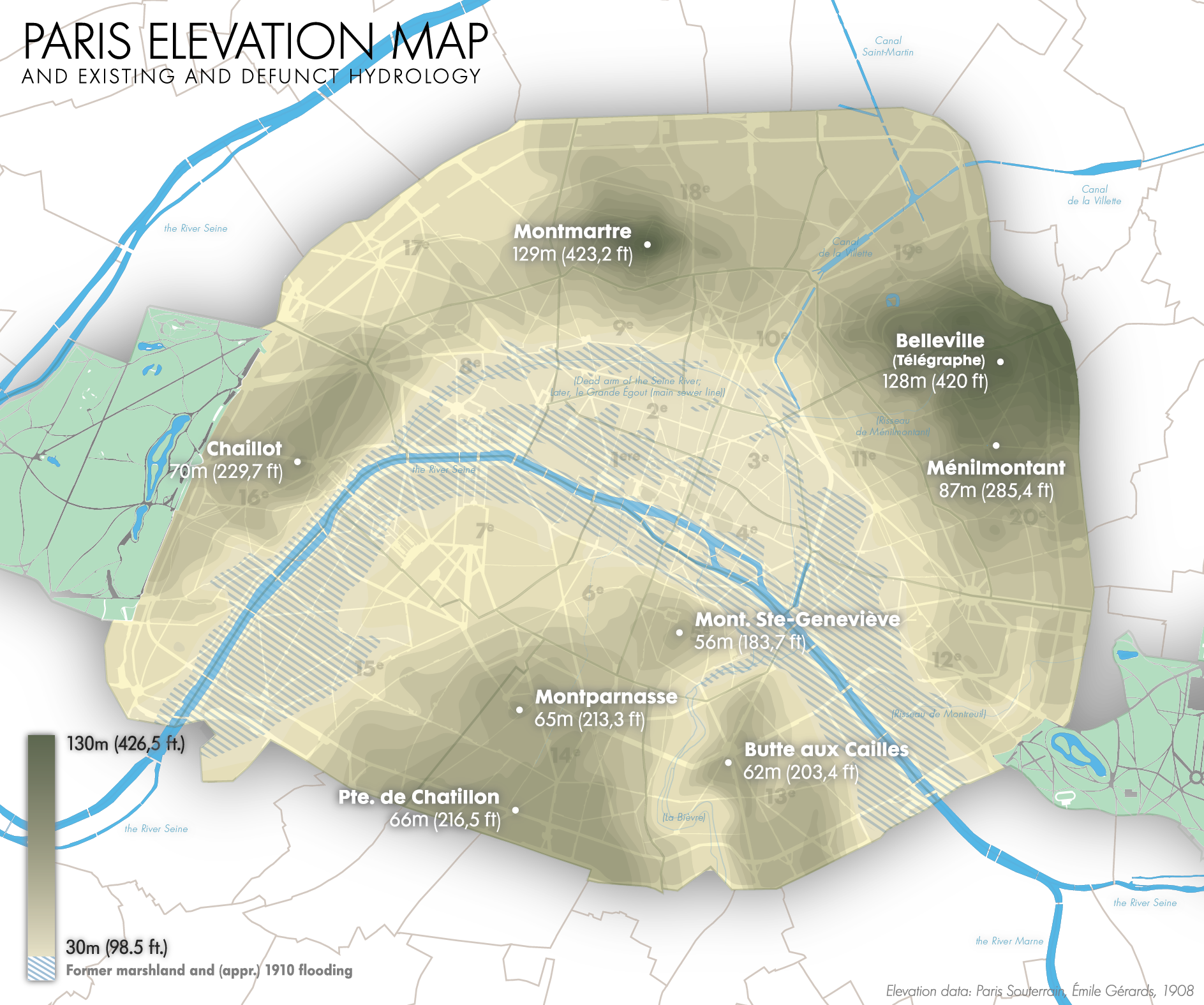
Párizs domborzata és vizei

Párizs Franciaország északi, középső részén, a Szajna északi kanyarulatánál fekszik. Ezen a szakaszon két sziget található: az Île Saint-Louis és a nagyobb Cité-sziget. Ez utóbbinál alakult ki a város legrégebbi része. Párizs folyója a La Manche csatornába torkollik, ami folyásirányban 375 km távolságot jelent. Párizs a Szajna mindkét partja mentén nagy területet foglal el.
Összességében Párizs sík vidéken terül el, legalacsonyabb tengerszint feletti magassága 35 m. Párizs rendelkezik néhány jellegzetes, kiemelkedő ponttal, amik közül a legmagasabb a Montmartre, ami 130 m  magasságot jelent.
Az olyan erdős területek nem számítva, mint a Bois de Boulogne és a Bois de Vincennes, Párizs nagyjából ovális alakú területe 87 km². Ezt egy mintegy 35 km hosszúságú körgyűrű határolja, a Boulevard Périphérique. A város legutóbbi legnagyobb bővülése 1860-ban volt, amikor a környező területekből hozzácsatoltak, ekkor alakult ki a ma ismert modern formája.
1929 óta a Bois de Boulogne és a Bois de Vincennes parkerdők hivatalosan is Párizshoz tartoznak, amikkel együtt a területe 105 km²-re nőtt.
Párizs nulla-kilométerétől számítva (ami a városban található Notre-Dame-székesegyház előtt van) Párizs távolsága Londontól közúton 450 km délkeleti irányban, Calais-tól délre 287 km, Brüsszeltől délnyugatra 305 km, Marseille-től északra 774 km, Nantes-től északkeleti irányban 385 km és Rouen-től délkeleti irányban 135 km.

### Éghajlat
A város cfb típusú óceáni éghajlattal rendelkezik (Köppen besorolása szerint). A nyár és a tél is viszonylag enyhe, a tavasz és az ősz pedig csapadékos, de hideghullámok mind a négy évszakban előfordulhatnak. Nyáron ritkán emelkedik a hőmérséklet 30 fok főlé, de néhány napra elérheti akár a 40 fokot is. A csapadék télen eső vagy hó formájában hull le. 
| Hónap                          | Jan.  | Feb.  | Már. | Ápr. | Máj. | Jún. | Júl. | Aug. | Szep. | Okt. | Nov.  | Dec.  | Év    |
| ------------------------------ | ----- | ----- | ---- | ---- | ---- | ---- | ---- | ---- | ----- | ---- | ----- | ----- | ----- |
| Rekord max. hőmérséklet (°C)   | 16,1  | 21,4  | 25,7 | 30,2 | 34,8 | 37,6 | 40,4 | 39,5 | 36,2  | 28,4 | 21,0  | 17,1  | 40,4  |
| Átlagos max. hőmérséklet (°C)  | 6,9   | 8,2   | 11,8 | 14,7 | 19,0 | 22,7 | 25,2 | 25,0 | 20,8  | 15,8 | 10,4  | 7,8   | 15,7  |
| Átlagos min. hőmérséklet (°C)  | 2,5   | 2,8   | 5,1  | 6,8  | 10,5 | 13,3 | 15,5 | 15,4 | 12,5  | 9,2  | 5,3   | 3,6   | 8,6   |
| Rekord min. hőmérséklet (°C)   | −14,6 | −14,7 | −9,1 | −3,5 | −0,1 | 3,1  | 6,0  | 6,3  | 1,8   | −3,1 | −14,0 | −23,9 | −23,9 |
| Átl. csapadékmennyiség (mm)    | 54    | 44    | 49   | 53   | 65   | 55   | 63   | 43   | 55    | 60   | 52    | 59    | 650   |
| Havi napsütéses órák száma     | 56    | 87    | 130  | 174  | 202  | 219  | 239  | 220  | 171   | 127  | 75    | 50    | 1749  |
| Forrás: Meteo France (angolul) |       |       |      |      |      |      |      |      |       |      |       |       |       |

## Népesség
| Párizs népességszám-változása 1801 és 1926 között |           |           |           |
| 1801                                              | 1851      | 1881      | 1926      |
| 547 800                                           | 1 053 000 | 2 240 000 | 2 871 000 |
|                                                   |           |           |           |

Párizs népessége 2005-ös becslések alapján 2 153 600 fő volt, mindez közel 105,4 km² területen. Ahogy az a nagy népsűrűségi adatból kitűnik, népesedési változásai nem követik más nyugati városokét. Egyrészt területe jóval kisebb, mint bármely más európai metropoliszé, mivel csak a tényleges belváros tartozik a városhoz. A város népsűrűsége igen nagy – az egyéb belvárosokkal összehasonlítva is – a New York-i Manhattan után a legsűrűbben lakott nyugati típusú belváros.
A nagy népsűrűség a városból elköltözők hullámát kompenzáló nagy számú bevándorlók miatt adódik. A városban élők 19,4%-a Franciaországon kívül született, 4,2%-a pedig kevesebb mint 10 éve rezidens az országban.

## Közigazgatása
Az 1964-ben elfogadott és 1968-ban hatályba lépett közigazgatási módosítás értelmében a Seine (75) megyét négy részre (Hauts-de-Seine, Seine-Saint-Denis, Val-de-Marne és Párizs) bontották, így Párizs önálló megye és városi önkormányzat egyben. Más francia nagyvárossal ellentétben így a környező külvárosoktól teljesen függetlenül működik.
Azonban ez azt is jelenti, hogy Párizs sokkal inkább függ az államtól, mint más francia város. Polgármestert is csak 1976 óta választhat, illetve pár közlekedési rendőrön kívül, önálló rendészeti szerve nincs.
A párizsi lakosok a húsz kerület önkormányzati testületét választják meg, amely kijelöli a kerületi polgármester személyét. Minden egyes kerületben bizonyos számú képviselőt választanak a Városi Önkormányzati testületbe is, amely Párizs polgármesterét választja meg, illetve ellátja a város és a megye irányítását is.

## Városkép
Párizs a feltevések szerint két szajnai szigeten, a Cité-szigeten és a Szent Lajos-szigeten terült el. Innen a Szajna mindkét partján terül el maga a város 1860-ban meghúzott határai közt, amelyet a 32 kilométer hosszú külső körút határoz meg. Az előbbi ovális formájú területen túl Párizs további két parkos területet is magáénak tudhat: a Bois de Boulogne és a Bois de Vincennes ligeteket.
A városban további parkok is működnek (mint a Luxemburg-kert, a Jardin des Tuileries, a Parc de la Villette vagy a Parc de Belleville), de sok ház tetején is találni fás területeket.
Párizs fő folyója a Szajna, amely egy körívben folyik át délkeletről délnyugatra a városon. Így az északi Jobb Part kétszer akkora kiterjedésű, mint a déli Bal Part. Két kisebb folyó is húzódik a városban: a Bièvre, amely délről folyik a felszín alatt Párizsba és a Saint-Martin csatorna, amely északkelet felől részben lefedve érkezik a Szajnához.
A városban több kisebb domb is a található, melyek közül a jelentősebbek: a Montmartre és a Buttes-Chaumont a jobb parton, a Butte aux Cailles és a Sainte-Geneviève-hegy pedig a bal parton.

### Közlekedés
Párizs nemzetközi közlekedési csomópont, ahol az összes közlekedési mód világszintű minőségben képviseli magát. A város két nagy nemzetközi reptere az Orly és a Charles De Gaulle.
A központja Franciaország vasúthálózatának is, a TGV járatok innen hálózzák be az egész országot, de ez a kiindulópontja a London irányába járó Eurostar és a Benelux-államok felé közlekedő Thalys vonatoknak is.
Párizsban több főpályaudvar található:
- Gare du Nord
- Gare de l'Est
- Gare de Lyon
- Gare d'Austerlitz
- Gare Montparnasse
- Gare Saint-Lazare

Jelentős csomópont maradt az autópálya-hálózatban is, a franciaországi 0 kilométerkő a városban (a Notre-Dame-székesegyház előtt) található, ám az átmenő forgalom számára a várost elkerülő körgyűrű ajánlott, mivel annál beljebb a forgalom óriási és nagyon lassú.

#### Tömegközlekedés
A városon belüli tömegközlekedés alapvetően metrón történik, amely 16 vonalon jár, és behálózza a város minden pontját. Továbbá sok autóbusz is gazdagítja a város közlekedését, amelyek a főbb gócpontokat kötik össze legtöbbször igen kanyargós útvonalon. A város határában mostanság több villamosvonal épült. Jelenleg Párizsban 12 villamosvonal működik, a legújabb 2023. június 24-én nyílt meg az utasok előtt. Az agglomerációval 5 RER és 8 Transilien vonal köti össze Párizst, amelyek egyben a városban gyorsvasútként is szolgálnak. A városi tömegközlekedést a világ legnagyobb tömegközlekedési cége, az RATP üzemelteti. A tömegközlekedés világszínvonalon sem utolsó.

### Látnivalók
Párizs egyike azoknak a városoknak, ahol a legtöbb épített látnivaló található.

#### Épületek
- Eiffel-torony

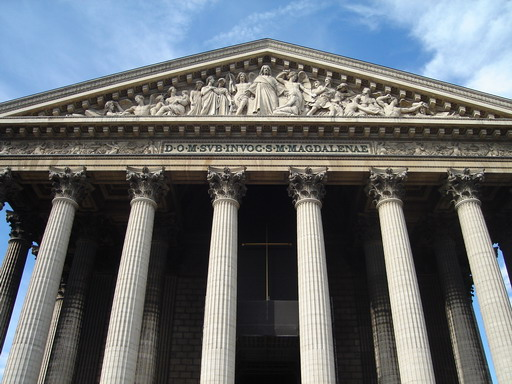
La Madeleine

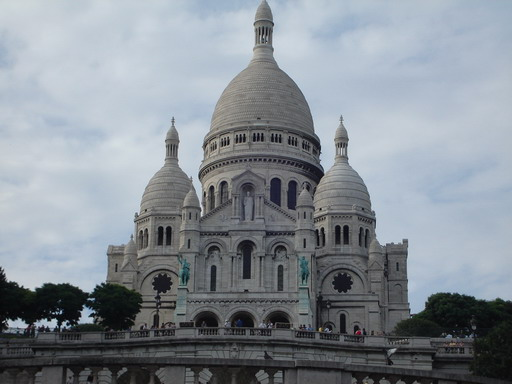
Sacré Cœur-székesegyház

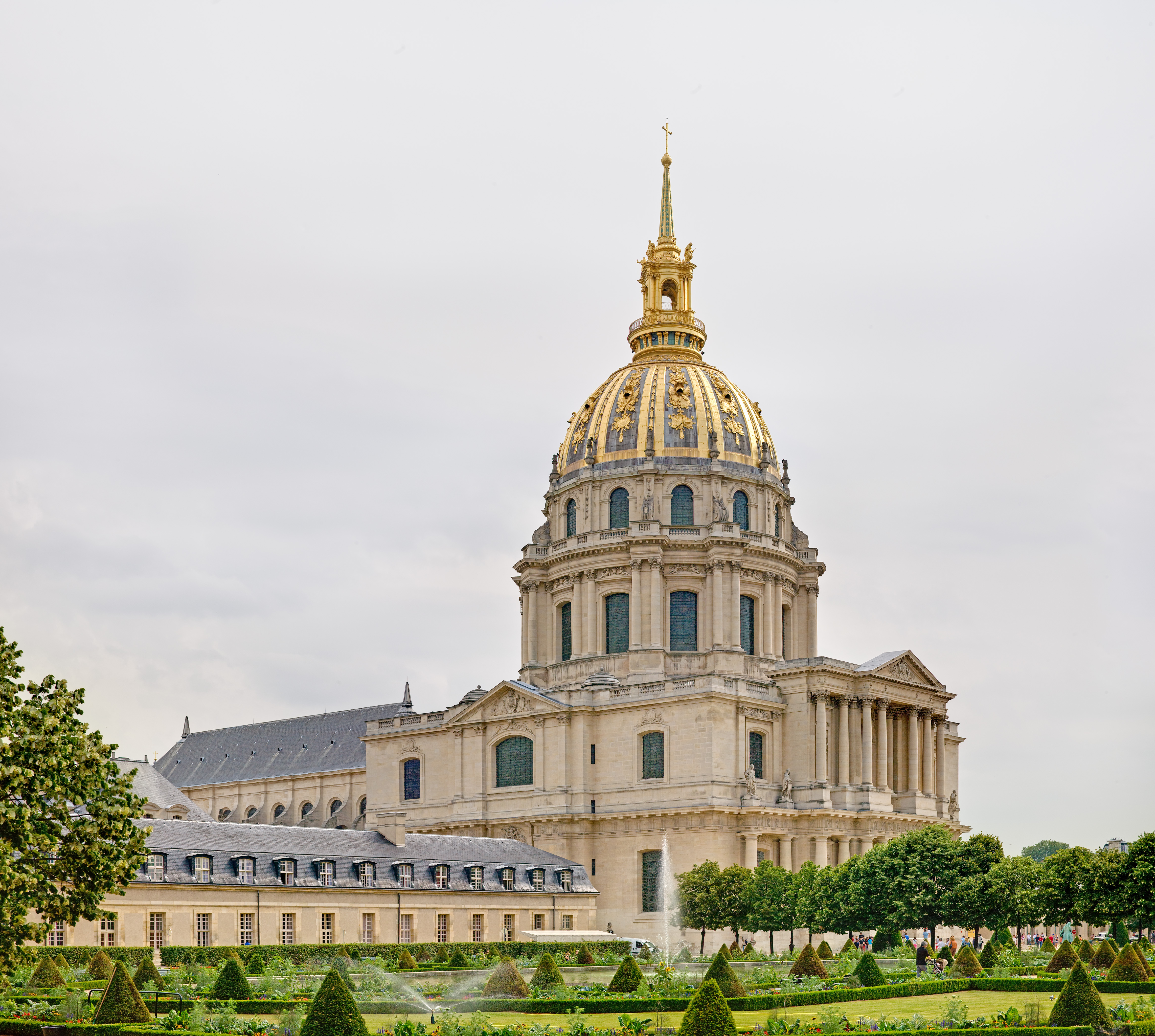
Az Invalidusok házának dómja

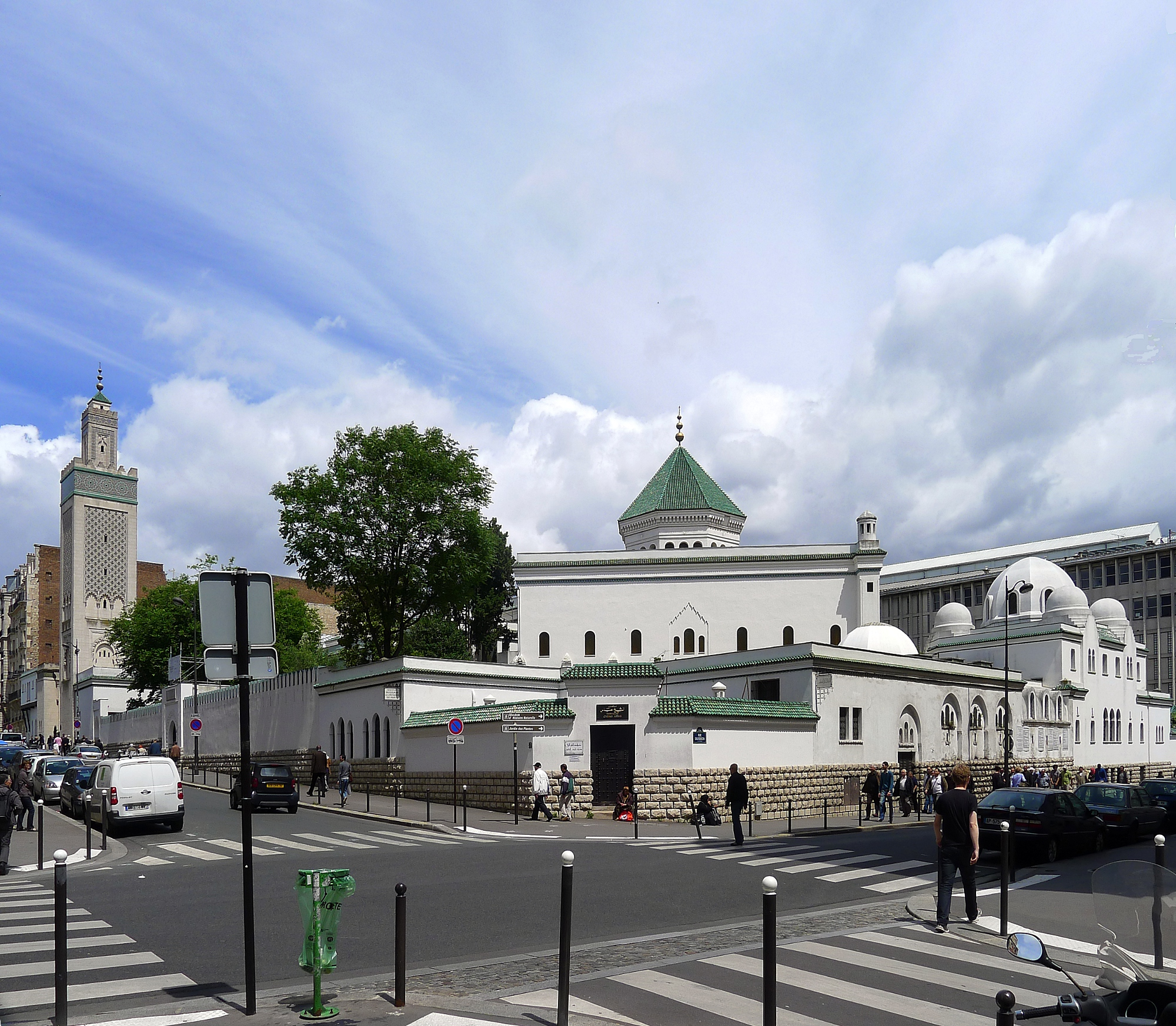
Franciaországban található Nyugat-Európa legnépesebb muszlim közössége. Legfőbb központjuk a Párizsi Nagymecset

- Arc de Triomphe – (Diadalív) a Place de Charles de Gaulle közepén lévő műemlék, Franciaország dicsőségének és a csatában elesettek emlékére
- Les Invalides – I. Napóleon és több hadvezér síremléke
- Conciergerie – középkori börtön
- Opéra Garnier – a párizsi opera
- Notre-Dame székesegyház a Cité-szigeten
- Sacré Cœur-székesegyház
- Samaritaine – 20. század elején épített áruház
- Sorbonne – a középkorban alapított párizsi egyetem
- Szabadság-szobor – a New York-i kisebb változata
- Panthéon – templom, a legnagyobb franciák nyugvóhelye
- Sainte-Chapelle – 13. századi, gótikus kápolna
- Église de la Madeleine (Madeleine-templom, épült 1764-1842)
- Saint-Vincent-de-Paul-plébániatemplom
- Saint-Jacques torony
- Palais-Royal (palota)
- Városháza (Hôtel de Ville)
- Párizsi Nagymecset
- Grande Arche – a "modern Diadalív"

#### Múzeumok
- Louvre – Franciaország legnagyobb múzeuma az 1848 előtti alkotások számára
- Musée des arts et métiers - 1794-ben jött létre, a tudomány és a technológia elkötelezettjeként
- Musée d’Orsay – eredetileg vasúti pályaudvarnak épült, ma az 1848 és 1914 közötti impresszionista és más alkotások kiállítóhelye
- Centre Georges Pompidou (Beaubourg) – Kortárs Művészeti Múzeum, óriási közkönyvtár
- Musée Rodin – Auguste Rodin műveit bemutató múzeum
- Musée du Montparnasse – a montparnasse-i művészek élettörténetének bemutatása
- Musée de Montmartre – a Montmartre történetét és művészeit bemutató gyűjteménnyel
- Musée Cluny (Musée National du Moyen-Age) – a középkori műalkotások gyűjteménye
- Musée Picasso – közel 3000 Pablo Picasso képpel és saját magángyűjteménnyel
- Természettudományi Múzeum (Musée d'Histoire Naturelle)

#### Egyéb
- Champs-Élysées – Párizs „főutcája”
- Montmartre – történelmi negyed a Szajna jobb partján, a legjelentősebb művésznegyed, Sacré-Cœur
- Montparnasse – történelmi negyed a Szajna bal partján, műtermek, művészkávézók
- Rue de Rivoli – bevásárlóutca
- Place de la Concorde (korábban: Place de la Revolution) – Champs-Élysées végén, az Obeliszk helye
- Place de la Bastille – a Bastille börtön helye a francia forradalom idejéig, ma tágas, nagy forgalmú tér
- Párizs csatornahálózata
- Les Halles – óriási bevásárlóközpont
- Le Marais – divatos negyed a Szajna jobb partján, jelentős homoszexuális és zsidó lakossággal
- Áruházak:
  - Galeries Lafayette
  - Printemps áruház
- Szállók:
  - Hôtel de Crillon, Place de la Concorde
  - Hôtel George V, Avenue Georges V
  - Hôtel Ritz Paris, Place Vendôme
- Szórakozóhelyek:
  - Fauchon
  - Berthillon fagylaltozó
  - Moulin Rouge
- Temetők – Napóleon parancsára létesítették az új párizsi temetőket a 19. század elején, számos francia és külföldi híres ember nyughelye található ezekben a temetőkben:
  - Père-Lachaise temető (Cimetière du Père-Lachaise)
  - Montparnasse-i temető (Cimetière du Montparnasse)
  - Montmartre-i temető (Cimetière de Montmartre)
  - Batignolles-i temető (Cimetière des Batignolles)
  - Passyi temető (Cimetière de Passy)

#### Látnivalók Párizs környékén
- Versailles – XIV. Lajostól kezdve a francia királyok lakhelye
- La Défense – modern üzleti negyed Párizstól nyugatra, itt található a Grande Arche
- La Villette (Parc Astérix) – modern szórakoztató negyed Párizstól északkeletre
- Disneyland
- Saint-Denis-székesegyház – a legtöbb francia uralkodó temetkezési helye

## Kultúra

### Festészet és szobrászat
Párizs évszázadok óta vonzza a művészeket a világ minden pontjáról, akik csak azért érkeznek, hogy fejlődjenek, és inspirálódjanak a galériák és művészeti források hatalmas választékából. Ennek eredményeként Párizs elnyerte a „Művészetek Városa” hírnevet. A 16. és 17. századi Párizs művészetére nagy hatással voltak az olasz művészek szobrai és domborművei. A festészet és a szobrászat a francia monarchia büszkeségévé vált. A francia királyi család a párizsi művészekre bízta palotái díszítését a francia barokk és klasszicizmus korában. Girardon, Coysevox és Coustou szobrászok megszerezték a 17. századi francia királyi udvar „legszebb művész”-einek járó elismerést. Ebben az időszakban Pierre Mignard elnyerte a XIV. Lajos király első festőjének járó címet. 1648-ban létrehozták a Festészeti és Szobrászati Királyi Akadémiát (Royal Academy of Painting and Sculpture), annak érdekében, hogy a fővárosban fenntartsák a művészet iránti drámai érdeklődést. Ez volt Franciaország legfontosabb művészeti iskolája 1793-ig.
Párizs művészi csúcspontját a 19. és a 20. század elején élte, amikor a városban és művészeti iskolákban létrejött minden idők legkiemelkedőbb művészkolóniája, amit Édouard Manet, Claude Monet, Berthe Morisot, Paul Gauguin, Pierre-Auguste Renoir, és még sokan mások alkottak. A francia forradalom, valamint a politikai és szociális változások nagyban befolyásolták a főváros művészetét. Párizs volt a romantika fejlődésének központja, olyan festőkkel az élen, mint Gericault. Impresszionizmus, szecesszió, szimbolizmus, favivizmus, kubizmus és az art déco mozgalmak mind Párizsban fejlődtek ki. A 19. század végén világszerte számos művész érkezett a francia fővárosba, hogy kiállítsák munkáikat, ezzel hírnevet szerezve maguknak. Művészek, mint például Pablo Picasso, Henri Matisse, Vincent van Gogh, Paul Cezanne, Jean Metzinger, Albert Gleizes, Henri Rousseau, Marc Chagall, Amedeo Modigliani és még sokan mások társultak a párizsi művészkolóniához. Picasso, aki a Montmartre-on, Bateau-Lavoir-ban élt, 1905 és 1907 között festette két híresebb festményét, a La Famille de Saltimbanques és a Les Demoiselles d'Avignont. Ezek után a Montmartre és a Montparnasse lett alkotásainak központi helyszíne.
A legtekintélyesebb francia művészek és külföldi szobrászok Frédéric Auguste Bartholdi, Auguste Rodin, Camille Claudel, Antione Bourdelle, Paul Landowski és Aristide Maillol Párizsban szereztek hírnevet. A párizsi iskola aranykora a két világháború között ért véget.

### Fényképészet
A feltaláló, Nicéphore Niépce készítette az első fényképet 1825-ben Párizsban, egy csiszolt ónlemezre. 1839-ben halála után, Louis Daguerre szabadalmaztatta a dagerrotípiát, ami a fotográfiában elsőként gyakorlati használatba került képrögzítési eljárás volt 1860-ig. A modern fotográfia fejlődéséhez jelentősen hozzájárult Etienne-Jules Marey munkája. A fényképészet központi szerepet játszott a párizsi szürrealista tevékenységekben, Man Ray és Maurice Tabard munkáiban is. Számos fényképészt megilletett az elismerés Párizsról készült fotóiért, például Eugéne Atget-t, az utcai jelenetek ábrázolásáért, Robert Doisneau-t, az emberek és a piaci jelenetek játékos bemutatásáért, Marcel Bovit, az éjszakai képeiért. A plakátművészet szintén fontos művészeti formává vált Párizsban a 19. század végére.

### Múzeumok

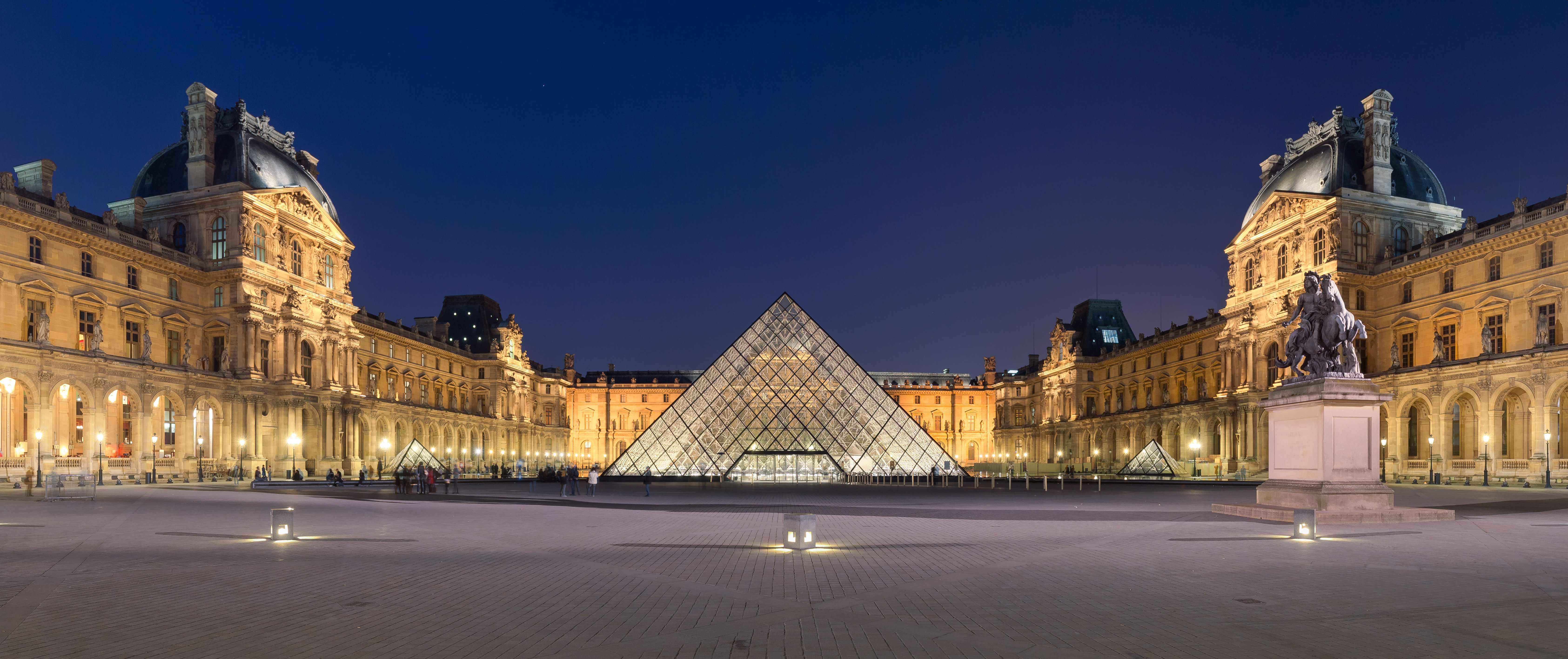
A Louvre

Musée d'Orsay

A Louvre 2019-ben 9.6 millió látogatót fogadott, ezzel elnyerve a „világ leglátogatottabb múzeuma” címet. Kincsei között szerepel a Mona Lisa (La Gioconda), a Milói Vénusz szobor és a Szabadság vezeti a népet c. festmény. A második leglátogatottabb múzeum a városban, 3.5 millió látogatóval a Pompidou központ, más néven Beaubourg, amely a Musée National d’Art Moderne-nek ad otthont. A harmadik leglátogatottabb múzeum Párizsban a Musée d’Orsay, amely 3,3 millió látogatót fogadott 2018-ban. Az épület a párizsi Világkiállításra épült 1900-ban, eredetileg Orsay pályaudvar volt. A múzeum a 19. századi francia művészetet mutatja be, köztük az impresszionisták és posztimpresszionisták jelentős gyűjteményét. A Louvre és a Musée d’Orsay közelében található a Musée de l’Orangerie, ahol szintén impresszionista és posztimpresszionista művekkel találkozhatunk, például Claude Monet nagy Tavirózsák falfestményével. A Musée National du Moyen Age, vagy más néven a Cluny Museum a középkori művészetet mutatja be, ideértve a híres Hölgy és az egyszarvú gobelinciklusát. A Guimet Museum, azaz a Musée National des arts asiatiques rendelkezik az egyik legnagyobb ázsiai művészeti gyűjteménnyel Európában. Említésre méltóak a múzeumok még azok, amelyek egy-egy művész munkásságát mutatják be, ilyen például a Musée Picasso, a Musée Rodin és a Musée national Eugéne Delacroix.
Párizs ad otthont Európa egyik legnagyobb tudományos múzeumának , a Cité des Sciences et de l'Industrienek La Villette-ben, amely 2018-ban 2,2 millió látogatót vonzott valamint a világ egyik legrégebbi, a Musée des arts et métiers, a 3. kerületben. A Jardin des plantes közelében található a Nemzeti Természettudományi Múzeumot 2018-ban kégtmillióan látogattak, mely híres a dinoszaurusz-műterméről, ásványgyűjteményéről és Evolúciós galériájáról. A Napóleon sírjától nem messze található Musée de l’Armée-ban az Invalidusok házában mutatják be Franciaország katonai történelmét, a középkortól egészen a második világháborúig. A nemzeti múzeumok mellett, melyeket a Kulturális Minisztérium üzemeltet, Párizs városában további 14 múzeum működik, köztük a Musée d’Art Moderne (Modern Művészetek múzeuma, Palais de Tokyo), a La maison de Victor Hugo (Victor Hugo Múzeum), a La maison de Balzac (Balzac Múzeum) és a Párizsi katakombák. Említésre méltók továbbá a magánmúzeumok is, A Louis Vuitton Alapítvány Kortárs Művészeti Múzeuma, melyet Frank Ghery építész tervezett és 2018-ban 1,1 millió látogatót vonzott.

### Színház
Párizs legnagyobb operaházai a 19. századi Opéra Garnier és a modern Opéra Bastille. Az előbbi inkább klasszikus balett és opera előadásokat játszanak, míg az utóbbi klasszikus és modern vegyes repertoárral rendelkezik. A 19.század közepén három másik operaház is versengett a nézőkért, ilyen az Opéra comique (ma is létezik), a Théatre- Italien és a Théatre Lyrique. Párizs modern szimfonikus koncertcsarnoka, a Philharmonie de Paris 2015 januárjában nyitotta meg kapuit. Fontos zenei mérföldkőnek számít Théatre des Champs-Élisées megnyitása, ahol Diaghilev orosz balett első előadásai 1913-ban voltak láthatók.
A színház nagy helyet foglal el a párizsi kultúrában, sok híres színházi színész a francia televízió sztárja. A legidősebb és leghíresebb párizsi színház a Comédie-Francaise, amit 1680-ban alapítottak. A francia kormány által üzemeltetett Palais-Royalban, a Richelieu-teremben főként francia klasszikusokat láthatnak a nézők. További híres színház a Louxembourg kert mellett található állami intézmények, az Odéon-Théâtre de l’Europe, a Théatre Mogador és a Théatre de la Gaite-Montpranasse.

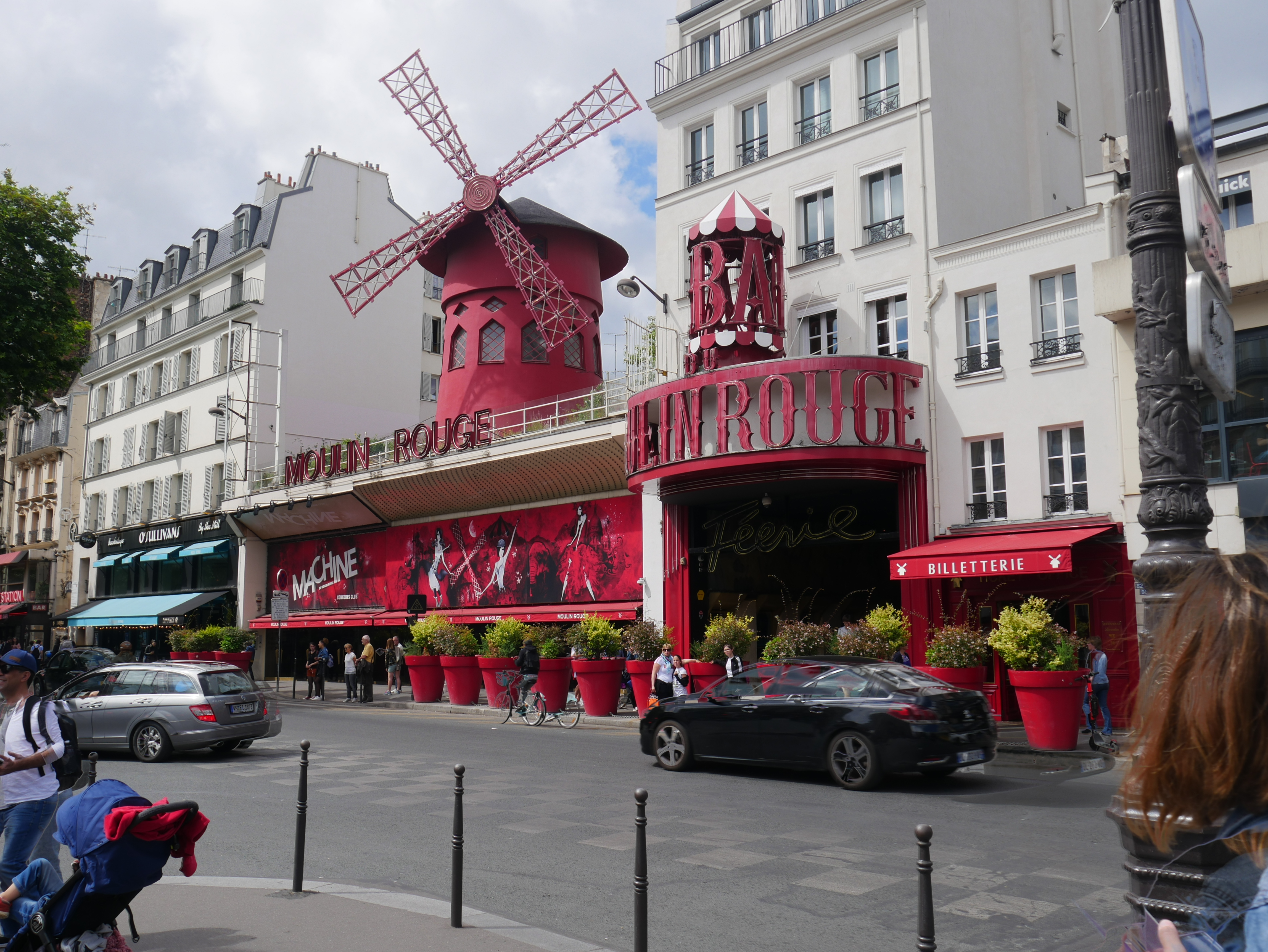
A Moulin Rouge

Párizs híres intézményei a zenecsarnok és a kabaré. A Moulin Rouge 1889-ben nyitotta meg kapuit, mely a tetőn elhelyezkedő nagy piros szélmalom utánzatnak köszönhetően jól látható volt. A Moulin Rouget tekintik a jól ismert Francia Kánkán szülőhelyének. Neki köszönhetően vált híressé Mistinguett és Édith Piaf, valamint a festő, Toulouse Lautrec. 1911-ben az Olympia Paris tánccsarnok előállt a „nagy lépcső” ötletével, mely a későbbi kiállításainak, és show-inak a helyszínévé vált. Az 1920-as évek csillagai között szerepelt az amerikai énekes és táncos Josephine Baker, Dalida, Édith Piaf, Marlene Dietrich, Miles Davis, Judy Garland és a Grateful Dead.
A Casino de Paris rengeteg híres francia énekest tett híressé, köztük Maurice Chevalier-t és Tino Rossit. További híres párizsi zenei előadóterem a Le Lido, amely 1946-ban nyílott meg a Champs-Élisées mentén, a Crazy Horse Saloon, melyet a strip-tease, tánc és zene jellemzett. Ma Párizsban féltucat zenei előadóterem működik, amelyeket főként a helyi lakosok látogatnak.

### Zene
A 12. század végén a Notre-Dameban megalapították a polifónia iskoláját. Az észak-franciaországi Trouvéresban, egy csoport párizsi arisztokrata a költészetüknek és zenéjüknek köszönhetően vált híressé. A dél- franciaországi trubadúrok szintén híresek voltak. I. Francois uralkodása alatt a reneszánsz korszakban vált népszerűvé a lant. A francia királyi család és az udvar maszkokkal, balett előadásokkal, allegorikus táncokkal, operával és komédiával szórakoztatták magukat. A barokk kor neves zeneszerzői között szerepel Jean-Baptiste Lully, Jean-Philippe Rameau és Francois Couperin. 1795-ben alapították a Párizsi Konzervatóriumot. 1870-re Párizs a szimfonikus, balett és az operatív zene központjává vált.

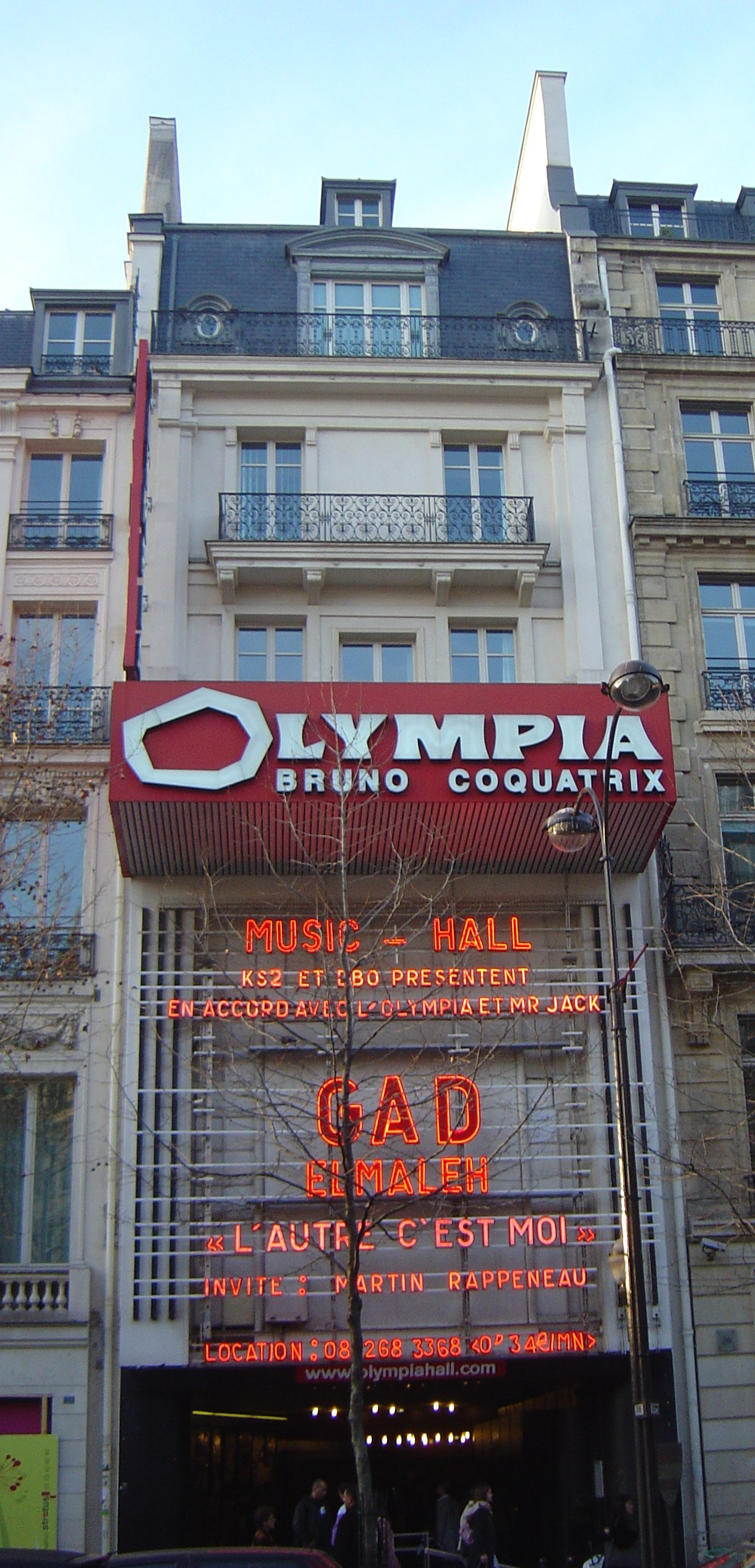
Olympia, a híres zenei előadóterem

Romantika kori zeneszerzők Párizsban: Hector Berlioz, Charles Gounod, Camille Saint-Saëns, Léo Delibes, Jules Massenet és még sokan mások. 1875. március 3-án volt Georges Bizet Carmen c. művének bemutatója. Azóta a klasszikus kánon egyik legnépszerűbb és leggyakrabban előadott operája lett. Az impresszionista zeneszerzők között szerepelnek olyanok, akik új műveket írtak zongorák, zenekarok, operák, kamarazenekarok és más zenei formák számára, mint például: Claude Debussy, Erik Satie és Maurice Ravel. Számos külföldi zeneszerzőt fedeztek fel ebben a korszakban: Frédéric Chopint, Liszt Ferencet, Jacques Offenbachot, Niccolò Paganinit és Igor Stravinskyt, akik munkásságukkal nagyban befolyásolták Párizs zenei kultúráját.
A Bal-musette egy olyan francia zenei és tánc stílus, mely az 1870 és 1880-as években lett népszerű Párizsban. 1880-ra a munkásosztály negyede szomszédságában 150 táncterem nyitott meg a városban. Harmonikán játszó párizsi és olasz zenészek átvették a stílust, majd az Auvergant bár és a 19. kerület vált kedvelt telephelyükké. A harmonika romantikus hangja azóta is a város egyik zenei ikonjává vált. Párizs lett a jazz központja, és még mindig vonzza a jazz zenészeket a világ minden tájáról, klubjából és kávézójából.
Párizs különösen a cigány jazz szellemi otthona, a 20. század első felében sok párizsi jazzénekes kezdett Bal-musettet játszani. Django Reinhardt fiatalon lakókocsiban lakott Párizs 18. kerületében, majd az 1930 és 1940-es években lett híres, mikor Stéphane Grappelli hegedűművésszel lépett fel a Quintette du Hot Club de Franceban.
Közvetlenül a háború után a Saint-Germain-des-Prés és a közeli Saint Michel negyed sok kis jazz klubnak adott otthont, melyeket főként pincékben alakítottak ki a helyhiány miatt. Idetartozik a Caveau des Lorientais, a Club Saint Germain, a Rose Rouge, a Vieux Colombier és a Le Tabou. A klubok bevezették a párizsi közönséget Claude Luter, Boris Vian, Sydney Bechet, Mezz Mezzrow és Henri Salvador zenei világába. Az 1960-as években, ahogy a zenei ízlés a rock and roll felé változott a legtöbb klub bezárt.
A világ egyik legszebb manouche zenészét Párizsban fedezték fel egy éjszakai kávézóban. Figyelemreméltó jazz helyszínek közé tartozik a New Morning, a Le Sunset, a La Chope des Puces és a Bouquet du Nord. Számos éves fesztivál helyszíneként szolgál Párizs, ilyen például a Paris Jazz Festival és a Rock en Seine (Rock a Szajnán) rock fesztivál. Az Orchestre de Paris 1967-ben alakult.
2015. december 19-én, Édith Piaf születésének 100. évfordulójára emlékeztek a rajongók világszerte. A kabaré énekesre, dalszerzőre és színésznőre, úgy tekintettek, mint Franciaország nemzeti énekesnőjére és egyik legnagyobb nemzetközi csillagára. Más, hasonló stílusú előadók között szerepel Maurice Chevalier, Charles Aznavour, Yves Mondtand, valamint Charles Trenet.
Párizsban a hip-hopnak nagy közönsége van. Az 1980-as években lett népszerű. Az afrikai és karibi közösségek jelenléte elősegítette a műfaj fejlődését, hangot adott neki, valamit politikai és társadalmi státuszt képviselt a kisebbségek számára.

### Mozi
A filmipar Párizsban született, amikor Auguste és Louis Lumière 1895. december 28-án nagyközönség előtt bemutatta az első mozifilmet a Grand Caféban. Az 1930-as években, amikor a média egyre népszerűbb lett, rengeteg párizsi koncert- és tánccsarnokot alakítottak át mozivá. Később a legnagyobb mozik nagy részét több kisebb teremre osztották fel. Ma Párizs legnagyobb mozi terme a Grand Rex Színházban található, 2700 ülőhellyel. Az 1990-es évektől Multiplex mozikat építenek. A legnagyobbak között található az UGC Ciné Cité Les Halles, 27 vetítővászonnal, az MK2 Bibliothéquy, 20 vetítővászonnal és az UGC Ciné Cité Bercy, 18 vetítővászonnal.
Párizs ugyanazokat a filmes trendeket követi, mint a világ többi nagyvárosa, főleg a hollywoodi filmek vetítése dominál. A francia mozi az előkelő második helyet foglalja el, olyan rendezőkkel, mint Claude Lelouch, Jean-Luc Godard, Luc Besson és Claude Zizi. Az európai és ázsiai filmeket is kedveli a francia közönség. Az első európai digitális mozi vetítés projektjét a DLP CINEMA segítségével 2000. február 2-án Philippe Binant valósította meg Párizsban.

### Étterem és konyha

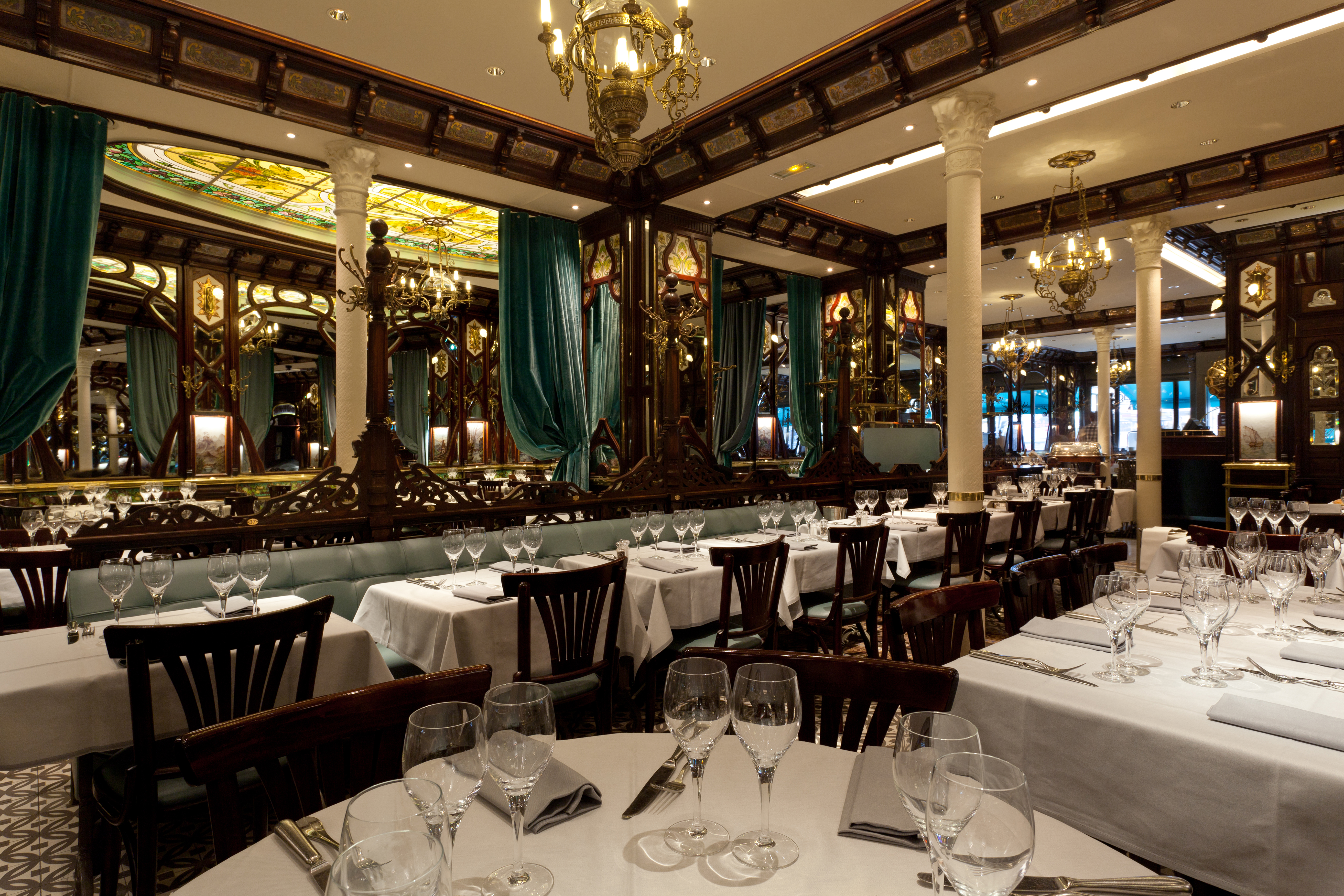
A Vagenende étkezője

A 18. század vége óta Párizs híres az éttermeiről és magas színvonalú konyháiról, ahol aprólékos és művészien megtervezett ételeket kóstolhatunk. 1786-ban nyitotta meg kapuit a La Taverne Anglaise luxusétterem, amely a jövőbeli párizsi éttermek modelljévé vált a maga elegáns étkezőjével, széles menüválasztékával, vászonterítőivel, hosszú borlistájával és jól képzett személyzetével. Ugyan ebben az időszakban épült a Le Grand Véfour étterem a Palais-Royalban. A 19. század híres francia éttermei közé tartozott a Café de Paris, a Rocher de Cancale, a Café Anglais, a Maison Dorée és a Café Riche, melyek főként a Boulevard des Italiens közelében helyezkedtek el. Párizs számos ismert étterme a századforduló alatt nyílt, ilyen például a Maxim’s, a Ledoyen és a Tour d’Argent.
Manapság, Párizs városi lakosságának köszönhetően minden francia régió konyhája, valamint majdnem az összes nemzet konyhája megtalálható a városban, ahol több mint 9000 étterem üzemel. A Michelin Guide 1900 óta egy általános útmutatóval rendelkezik az éttermek számára, a legjobbakat 3 csillaggal jutalmazzák. 2018-ban értékelt 27 Michelin csillagos étterem közül 10 Párizsban található. Idetartoznak a klasszikus francia ételeket kínáló éttermek, mint például a L’Astrance, ahol a francia és az ázsiai konyhát ötvözik. Számos híres francia séf rendelkezik 3 csillagos étteremmel, köztük Pierre Gagnaire, Alain Ducasse, Yannick Alléno és Alain Passard.

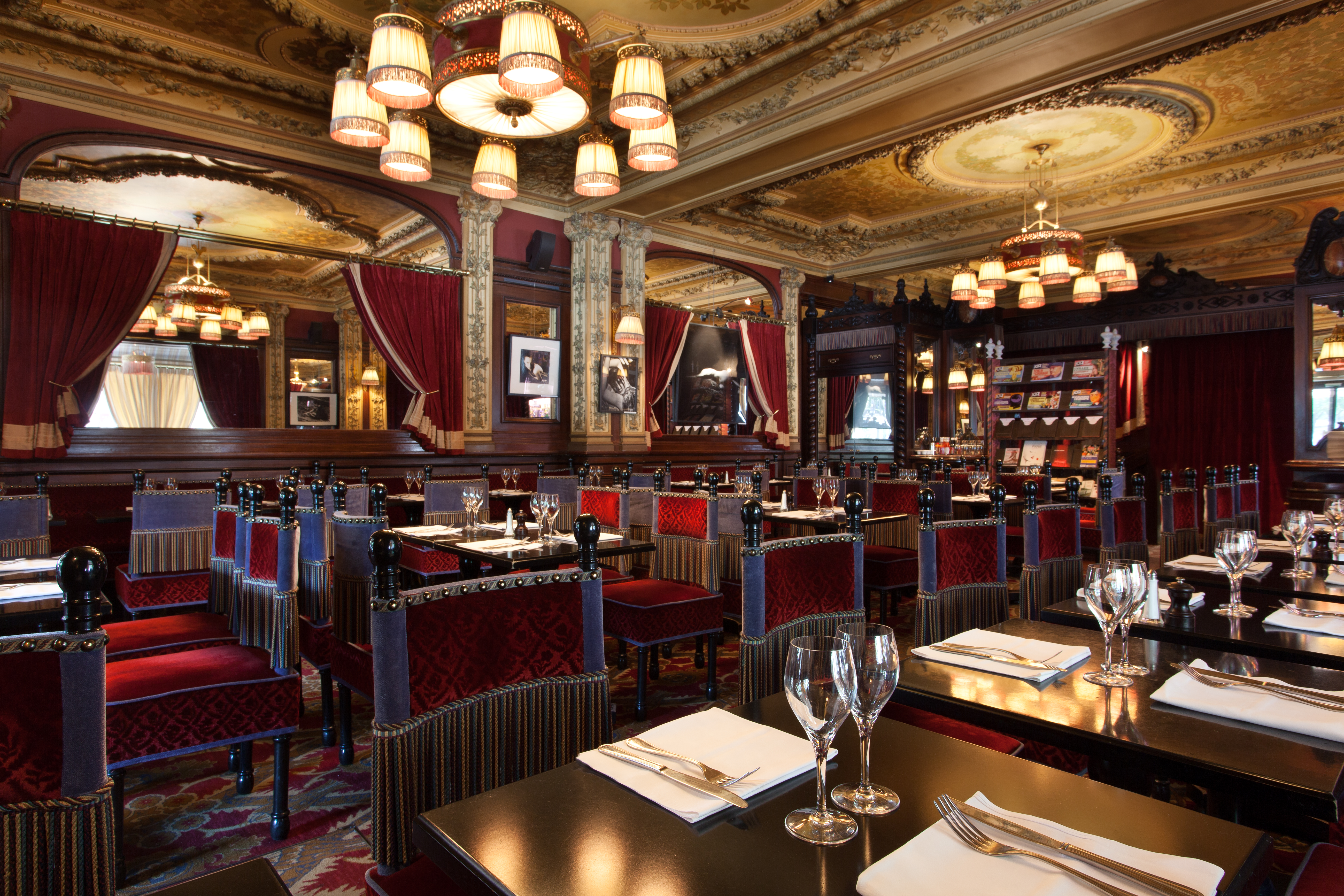
Le Zimmer, a Place du Chateleten, ahol Géo Lafévre először vetette fel a Tour de France ötletét Henri Desrangenak 1902-ben

A klasszikus éttermek mellett Párizsban számos más tradicionális étterem is megtalálható. A kávézók először a 17. században jelentek meg, amikor először vettek kávét Törökországtól, majd a 18. századra a politikai és kulturális élet központjává váltak. A Szajna bal partján található Café Procope is ebben az időszakban nyílt. A 20. században a Szajna bal partján lévő kávézók: a Café de la Rotonde és a Le Dome Café Montparnasseban és a Café de Flore és a Les Deux Magots a Boulevard Saint Germainon, melyek ma is üzemelnek, írók, festők és filozófusok fontos találkozóhelye volt.
A bisztró egy olyan szerény dekorációval, árakkal és rendszeres ügyfélkörrel rendelkező hely, ahol barátságos légkörben lehet étkezni ételeket. Az elnevezés 1814-ben keletkezett, amikor az orosz katonák megszállták a várost. A szó jelentése oroszul gyorsan, ahogyan a katonák szerettek volna ételhez jutni, hogy visszatérjenek táborukba. Az igazi bisztrók egyre ritkábbak Párizsban az emelkedő költségek, az olcsóbb etnikai éttermek versengése, valamit a változó étkezési szokások miatt.
A Brasserie eredetileg egy sörgyár melletti kocsma volt, mely minden órában sört és ételt kínált. Az 1867-es párizsi kiállítástól számítva vált híres étteremmé, ahol fiatal nők nemzeti kosztümökben szolgálták fel a sört és az ételeket. Manapság a sörözők, csak úgy, mint a kávézók ételeket is kínálnak az italok mellé.

### Divat
A 19. század óta Párizs a nemzetközi divat fővárosa, főleg a „haute couture” területén (kézzel készített ruhák, magán megrendelők számára). Otthont ad a legnagyobb divatházaknak, köztük a Dior-nak, Chanel-nak, valamint számos más ismert és kortárs divattervezőnek, például Karl Lagerfeldnek, Jean-Paul Gaultiernek, Yves Saint-Laurent-nek, Givenchynek, és Christian Lacroix-nak. A párizsi divathét, melyet januárban és júliusban tartanak a Carrousel de Louvreban, valamint más neves városi helyszíneken, egyike a négy legjobb nemzetközi divateseménynek. A világ többi divat fővárosa, például Milánó, London és New York is tart divathetet. Mindezen felül Párizs ad otthont a legnagyobb kozmetikai cégnek: a L’Oréalnak, valamint az öt legnagyobb luxus kiegészítő termékek gyártójából háromnak: a Louis Vuittonnak, a Hermésnek és a Cartiernek. A legtöbb nagyobb divattervező bemutatóterme a Mountaigne sugárút mentén található, a Champs-Élysées és a Szajna között.

### Ünnepek

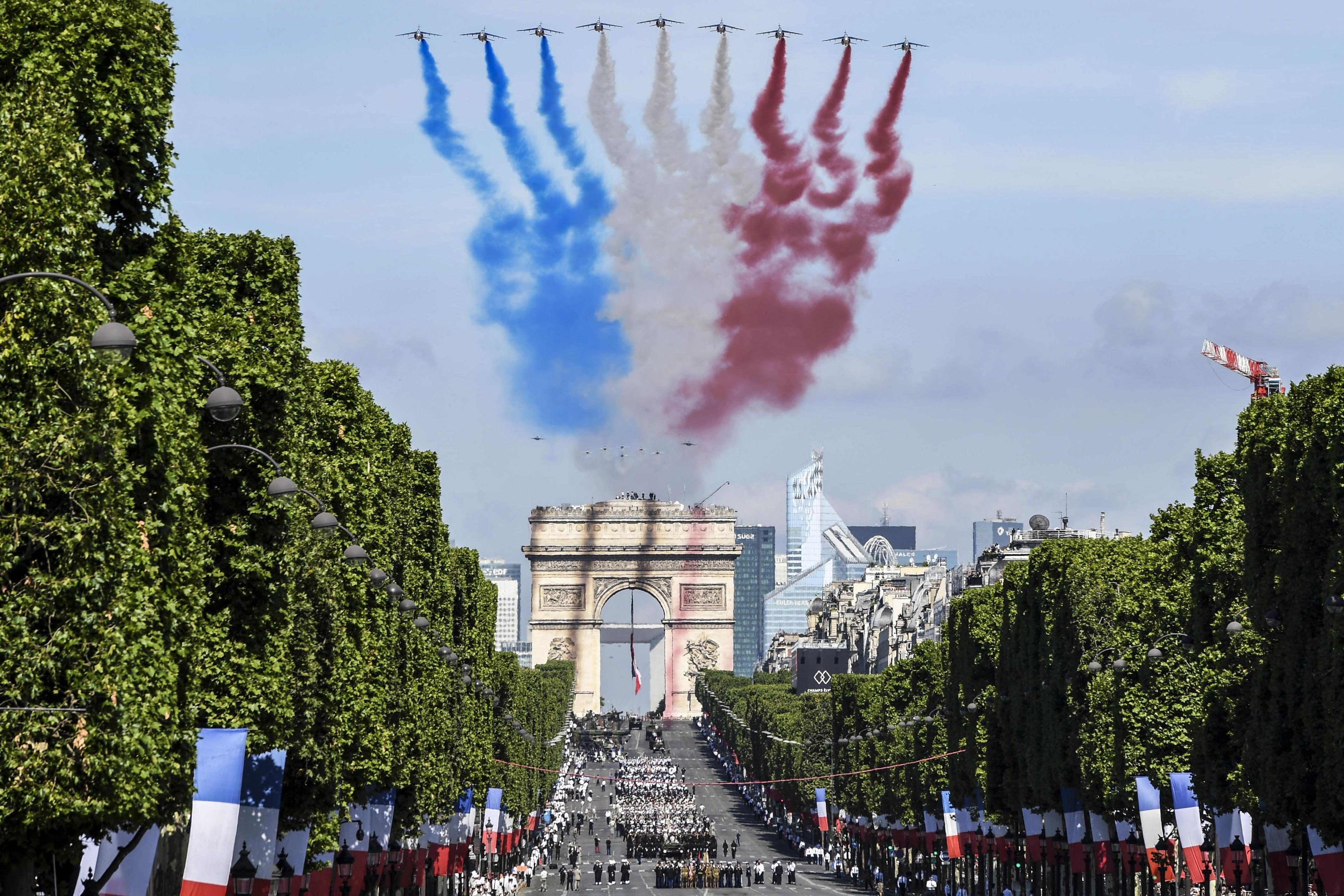
Nemzeti színű áthúzás a Champs- Élisées felett

A Bastille-nap a város legnagyobb eseménye, ahol az 1789-es Bastille ostromát ünneplik. A katonai parádék minden év július 14-én kerülnek megrendezésre, a Champs-Élysées-től indulva, a L’Arc de Triomphe-on át a Place de la Concordeig . Magába foglalja a francia katonai légi egységek repülős áthúzását a Champs-Élysées felett, valamint egy esti tűzijátékot, amely az Eiffel-toronynál a leglátványosabb.
Nagy ünnep továbbá a Paris-Plages fesztivál, amely július közepétől augusztus közepéig tart, amikor a Szajna jobb partján átmenetileg homokos partot építenek ki nyugágyakkal és pálmafákkal, valamint a Journée du Patrimoine (világörökségi nap), a Fête de la Musique (Zene ünnepe), a Technoparade (Techno parádé), a Nuit Blanche (Múzeumok éjszakája), a Printemps des rues (Tavaszi fesztivál), a Festival d’automne (Őszi fesztivál) és a Fête des jardins(Kertek ünnepe). A Párizsi Karnevál az egyik legrégebbi ünnep Párizsban, egészen a középkorig nyúlik vissza.

## Oktatás
Párizs ad otthont tekintélyes tudományos és technológiai egyetemeknek (Conservatoire national des arts et métiers, Institut polytechnique de Paris, Université Paris Cité, Párizs-Saclay Egyetem, Sorbonne Egyetem), politológia (Sciences Po), menedzsment (HEC Paris, ESSEC Business School, ESCP Business School, INSEAD) és különböző tudományágak (Université Paris Sciences et Lettres, röv. PSL).

## Testvérvárosai
Párizs csak Róma  városával kötött 1956-ban testvérvárosi egyezményt. („Csak Róma méltó Párizsra; csak Párizs méltó Rómára.”)
„Partnervárosi”, illetve „barátsági és együttműködési” kapcsolatot tart fenn további 50 várossal.
- Kiotó, Japán (1958)
- Tokió, Japán (1982)
- Kairó, Egyiptom (1985)
- Ammán, Jordánia (1987)
- Szanaa, Jemen (1987)
- Berlin, Németország (1987)
- Szöul, Dél-Korea (1991)
- Moszkva, Oroszország (1992)
- Bejrút, Libanon (1992)
- Jakarta, Indonézia (1995)
- Chicago, Amerikai Egyesült Államok (1996)
- Québec, Kanada (1996)
- San Francisco, Egyesült Államok (1996)
- Santiago de Chile, Chile (1997)
- Rijád, Szaúd-Arábia (1997)
- Peking, Kína (1997)
- Prága, Csehország (1997)
- Tbiliszi, Grúzia (1997)
- Szentpétervár, Oroszország (1997)
- Lisszabon, Portugália (1998)
- Szófia, Bulgária (1998)
- Kuvaitváros, Kuvait (1998)
- Sydney, Ausztrália (1998)
- Jereván, Örményország (1998)[14]
- Mexikóváros, Mexikó (1999)
- Varsó, Lengyelország (1999)
- Buenos Aires, Argentína (1999)
- Washington, Amerikai Egyesült Államok (2000)
- Madrid, Spanyolország (2000)
- Athén, Görögország (2000)
- London, Egyesült Királyság (2001)
- Porto Alegre, Brazília (2001)
- Genf, Svájc (2002)
- Algír, Algéria (2003)
- São Paulo, Brazília (2004)
- Rabat, Marokkó (2004)
- Casablanca, Marokkó (2004)
- Tunisz, Tunézia (2004)
- Koppenhága, Dánia (2005)
- Montréal, Kanada (2006)
- Phnompen, Kambodzsa (2007)
- Rio de Janeiro, Brazília (2009)
- Jerikó, Palesztina (2009)
- Isztambul, Törökország (2009)
- Doha, Katar (2010)
- Tel Aviv-Jaffa, Izrael (2010)
- Rámalláh, Palesztina (2011)
- Dakar, Szenegál (2011)
- Amszterdam, Hollandia (2013)